# Lehrerzentrierter Unterricht
Unter einem Lehrerzentrierten Unterricht versteht die Unterrichtslehre seit dem Forscherpaar Tausch/Tausch einen Führungsstil und eine Form des Unterrichtens, bei denen alle wesentlichen Impulse, Aktionen und Entscheidungen von der Lehrperson ausgehen. Der Lehrerzentrierte Unterricht konkurriert mit den von ihrer Zielsetzung her andersartig ausgerichteten Arbeitsweisen des von denselben Wissenschaftlern so benannten Schülerzentrierten und des Sozialintegrativen Unterrichts.

## Geschichte
Lehrerzentrierter Unterricht ist die älteste schriftlich belegte Form zu unterrichten. Sie reicht weit hinter die Begriffsbildung zurück und wurde im europäischen Kulturkreis bereits in den antiken Schulen der Vorsokratiker, in der von Platon gegründeten Akademie, in dem von Aristoteles geschaffenen Lykeion und im staatlichen Gymnasion von Athen praktiziert, wie von Platon und seinem Schüler Aristoteles selbst, aber auch durch die Geschichtsschreiber der Zeit überliefert ist. Obwohl die Sophisten und der Philosoph Sokrates bereits unterschiedliche Formen lehrerzentrierten Unterrichtens praktizierten, wie Platon in der Gegenüberstellung des Sophisten Gorgias und des Philosophen Sokrates in Art eines Live-Erlebnisses eindrucksvoll darstellt, erschien noch keine Notwendigkeit, die unterschiedlichen Lehrstile begrifflich zu etikettieren. Von Sokrates wurde die von Platon in einer Reihe von Dialogen dokumentierte dialogische Gesprächsform der Mäeutik erfunden, die bis heute, etwa in akademischen Lehrveranstaltungen, aber auch schon in Kindergärten praktiziert wird. Auch die frühen christlichen Wanderprediger und Propheten unterrichteten ihr Publikum lehrerzentriert, wie Bibel und Evangelien berichten. In den mittelalterlichen Lateinschulen wurde von einem erhöhten Pult, der Lehrkanzel, aus und mit Unterstützung einer Rute unterrichtet. Das alljährlich im oberschwäbischen Ravensburg gefeierte Rutenfest weist noch auf diese Tradition hin. Die bildlichen Lehrerdarstellungen und Karikaturen zum Ende des 19. und zu Beginn des 20. Jahrhunderts zeigen Lehrer meist mit den Attributen Gehrock und Rohrstock, mit dem in Deutschland Jungen wie Mädchen noch bis in die 1950er Jahre gezüchtigt wurden.
Angestoßen von den experimentalpsychologischen Versuchen der Gestaltpsychologen Kurt Lewin, Ralph White und Ronald Lippitt setzte schon 1939 eine intensive Auseinandersetzung mit dem Wesen und der Effektivität von Führungsstilen ein. Antiautoritäres Lehrerverhalten wurde dem autoritären, der Laissez-faire-Stil dem lehrerdominanten, fremdbestimmte den demokratischen Ansätzen, offene Lernformen den geschlossenen entgegengestellt. Sie wurden von Lewin filmisch dokumentiert und in ihren Auswirkungen erforscht. Max Weber brachte zusätzlich den patriarchalischen, den charismatischen, den autokratischen und den bürokratischen Führungsstil ins Gespräch.
Die Bezeichnung ‚Lehrerzentrierter Unterricht’ taucht in der didaktischen Diskussion erstmals im Zuge der neu belebten Reformpädagogik der 1970er Jahre in den Schriften von Tausch/Tausch unter der Kategorie ‚Erziehungsstile’ auf. Das Forscherpaar strebte eine Versachlichung der Diskussion in Form einer neutralen unpolemischen Begriffsfindung an, unter der sich die verschiedenen Varianten (autoritär, autokratisch, dominant, dirigistisch) wiederfinden konnten. Sie hat sich in der Lehrerverhaltensforschung weitestgehend durchgesetzt, wie aus den eingehenden Literaturrecherchen von Jochen Grell ersichtlich wird.

## Didaktische Zielsetzungen
Beim Lehrerzentrierten Unterricht steht die Stoffvermittlung im Vordergrund des Interesses: Die Inhalte werden in komprimierter und systematisch aufbereiteter Form vom Lehrer dargeboten. Der Lernende soll in kürzester Zeit möglichst viel Wissen, Erkenntnisse sowie unterschiedliche Wertvorstellungen aufnehmen. Ein guter Lehrerzentrierter Unterricht indoktriniert
dabei nach Tausch/Tausch nicht, sondern legt die notwendige Wissensbasis zu einer sachlich fundierten Kritikfähigkeit. Dies geschieht z. B. über die Präsentation gegensätzlicher Wertvorstellungen.
Im Weiteren geht es um eine möglichst fehlerfreie Stoffaneignung. Irrwege und Umwege über falsche Informationen sollen vermieden werden. Dies kann z. B. beim Aneignen und Einüben sportlicher Techniken für die Leistungseffizienz negative, oft nur schwer reparable Folgen haben.

## Charakteristik
Lehrerzentrierter Unterricht kennzeichnet sich durch ein deutliches Kompetenzgefälle zwischen Lehrendem und Lernenden, das aus dem alters- und / oder ausbildungsbedingten Wissens- und Methodenvorsprung resultiert. Er nutzt diesen Vorsprung, um die Lernenden auf ein zu eigener Kritik fähiges Wissensniveau zu bringen. Dabei werden die Lernenden zunächst überwiegend rezeptiv gefordert. Dies bedeutet keineswegs, dass die Stoffaufnahme unreflektiert erfolgt.
Lehrerzentrierter Unterricht wird häufig mit Strenge, Distanz, Unfreundlichkeit, Herrschsucht, Überheblichkeit des Lehrenden, mit einem autoritären Führungsstil gleichgesetzt. Noch bei Johann Wolfgang von Goethe wird diese Selbsterfahrung in der antiken Erziehungsmaxime erkennbar: Ὁ μὴ δαρεὶς ἄνθρωπος οὐ παιδεύεται (Ho mä dareis anthropos ou paideuetai ‚Der nicht geschundene Mensch ist nicht erzogen‘). Goethe stellte sie als Motto dem ersten Teil seiner Selbstbiografie voran. Diese Einschätzung ist jedoch vom Unterrichtsstil her nicht vorgegeben und entsprechend sachlich nicht zwingend. Sie wird eher von einer bestimmten Lehrerpersönlichkeit her geprägt. Lehrerzentrierter Unterricht verlangt Autorität (im Sinne von Wissen, Können und Ansehen), nicht aber einen herrischen Führungsstil. Auch ein Lehrerzentrierter Unterricht kann in einer freundlichen, zugewandten, die Aufnahmefähigkeit der Zuhörer berücksichtigenden Lernatmosphäre stattfinden, wie Tausch/Tausch betonen und wie es heute unbestritten ist.

## Sozialformen
Die im Lehrerzentrierten Unterricht am häufigsten praktizierte Sozialform ist der Frontalunterricht: Lehrender und Lernende sitzen sich gegenüber. Oft wird der Lehrende noch durch einen überhöhten Standort (Kanzel, Altar, Katheder, Rednerpult, Rednertribüne) von seinem Publikum abgehoben. Bei einem größeren Plenum wird der Redner zusätzlich in überdimensionaler Größe auf eine Leinwand projiziert. Alle Lernenden sind optisch auf die Lehrperson bzw. den Dozenten ausgerichtet. Die den Lernstoff Aufnehmenden werden in der Regel als größere Gruppe (Hörerkreis, Klasse, Versammlung, Plenum) angesprochen. Es gibt aber auch die duale Lernbeziehung von einem Lehrer zu einem Schüler oder zu einer Kleingruppe wie bei der sokratischen Methode der Mäeutik deutlich wird.
Der Frontalunterricht ist nicht die einzige Sozialform, in der Lehrerzentrierter Unterricht praktiziert wird. Deshalb darf dieser nicht mit dieser einen Organisationsform gleichgesetzt werden: Lehrerzentrierter Unterricht kann – wie schon bei Sokrates oder Jesus auch beim gemeinsamen Mahle – mitten im Marktgeschehen oder auf gemeinsamen Wegen stattfinden. Akademische Lehrer wie der Theologe Karl Rahner oder der Wiener Existenzphilosoph Leo Gabriel bewegten sich während ihrer wissenschaftlichen Lehrveranstaltungen ununterbrochen durch die Reihen ihrer Studierenden.

## Kommunikationsstrukturen
Beim Lehrerzentrierten Unterricht bestimmt, lenkt und kontrolliert der Lehrende das Geschehen. Er ist Initiator, Motivierender, Lernstoffvermittler, Fragender, Prüfender der gewollten und eingebrachten Lerninhalte, der Lernprozesse und ihrer Ergebnisse. Die charakteristische Kommunikationslinie verläuft daher über gezielte Fragen vom Lehrenden zum Lernenden A, zurück zum Lehrenden, zum Lernenden B, zurück zum Lehrenden, zum Lernenden C. Die Antworten wie etwaige Rückfragen sind typischerweise auf den Lehrenden und seine Darstellungen bezogen.

## Beispiele
Vortrag
Lehrerzentrierter Unterricht kann sich in vielfältigen Formen, etwa als Vortrag, Rede, Predigt oder akademische Vorlesung manifestieren. Dabei wird vom Dozenten eine umfangreichere Thematik einem größeren Publikum in monodirektionaler Kommunikation dargeboten, die mit ergänzenden Methoden, etwa einer nachfolgenden Diskussion oder einem Seminar, weiter aufgearbeitet werden kann. Der Führungsstil hat sich im Laufe der Jahrhunderte im Wesentlichen nur in technischen Details (Mikrofone, Lautsprecher, Visualisierungen), kaum jedoch in der didaktischen Lehr- und Lernform verändert.
Repetitorium
Beim Repetitorium werden bereits behandelte Stoffe nochmals komprimiert zur unmittelbaren Prüfungsvorbereitung dargeboten. Aus dieser oft drillartigen Stoffvermittlung, dem „Einpauken“ und „Pauken“, hat sich eine Identifizierung mit der gesamten Unterrichtsform verbreitet, haben die Repetitoren als Gymnasiallehrer noch bis in die 1950er Jahre die leicht negativ getönte Bezeichnung „Pauker“ davongetragen.
Training
Beim sportlichen Training wird in der Regel keine Zeit darauf verwendet, vom Sportler selbst entwickelte, vielleicht falsche Bewegungsabläufe einzuüben. Vielmehr gibt der Trainer die seiner Erfahrung nach effektivsten Trainingsweisen vor, die rasch zum Trainingsziel führen sollen.
Mäeutik
Unter Mäeutik („Hebammenkunst“) versteht man die sokratische Methode der Gesprächslenkung, die über zielführendes Fragen zu einer eigenen Erkenntnis des Lernenden leiten will. Sokrates führte seinen Dialog in der Regel mit einem bestimmten Schüler, wobei die anderen die Rollen der Zuhörer einnahmen. Diese Methode findet bis heute vom Kindergarten bis zur Hochschule von speziell dazu ausgebildeten Lehrkräften Anwendung und hat vor allem die eigene Werte- und Verhaltensfindung zum didaktischen Zielpunkt.

## Häufige Anwendungsbereiche
Die lehrerzentrierte Unterrichtsweise findet sich am häufigsten in Lernbereichen mit erheblichen Kompetenzunterschieden zwischen Lehrendem und Lernenden. Sie soll das Kompetenzgefälle schnell verringern. Aber auch das Fehlen einer didaktischen Ausbildung kann diese Lehrweise nahelegen. So neigen Hochleistungssportler in der Rolle als Trainer, Pianisten als Klavierlehrer, Künstler als Kunsterzieher oder Wissenschaftler als Nachwuchsförderer bisweilen zu dieser Art der Weitergabe ihrer Kompetenzen. Auch Lehrer ohne abgeschlossene zweite Ausbildungsphase – und damit ohne didaktische Alternativen – tendieren häufig zum lehrerzentrierten Unterrichten als bevorzugter oder einziger Unterrichtsform. Laut Erhebungen des Forscherteams um Th. Götz sank der Anteil des lehrerzentrierten Unterrichtens bei den gewählten Sozialformen im Schulbereich von 77 % im Jahr 1985 auf 47 % im Jahr 2005.

## Effektivität
Die stofflichen Lernergebnisse des Lehrerzentrierten Unterrichts werden von den konkurrierenden Unterrichtsformen nicht erreicht. Allerdings muss auch diese didaktische Vermittlungsform gelernt und etwa als Mehrdimensionales Lernen gestaltet werden: Die Didaktiker Warwitz und Rudolf haben in begleitenden Tests zu Vorlesungen herausgefunden, dass nur etwa 8 % des Stoffangebots an die Vorlesungsteilnehmer weitervermittelt werden kann, wenn diese sich auf das reine Zuhören beschränken. Sie empfehlen daher auch beim lehrerzentrierten Unterrichten ein „Mehrdimensionales Lehren und Lernen“. Sie fanden weiterhin heraus, dass sich die Aufnahmequote verdreifachen lässt, wenn die Vorlesung durch Grafiken und Bildmaterial auch für das Auge veranschaulicht und durch praktische Demonstrationen bereichert wird. Sie lässt sich stufenweise sogar bis auf 85 % des angebotenen Wissensstoffes steigern, wenn die Veranstaltungsteilnehmer sich eine Mitschrift anfertigen, also auch selbst aktiv werden, wenn die Mitschrift unmittelbar nachgearbeitet, wenn anhand der angegebenen Literatur vor- und nachbereitet wird, wenn ein anschließendes Kolloquium oder Seminar Gelegenheit zu Nachfragen und kritischen Stellungnahmen gibt.

## Vorteile
Die Vorteile des Lehrerzentrierten Unterrichts ergeben sich aus der didaktischen Absicht:
Der Lehrende kann seine Sachkompetenz in den Lernprozess einbringen. Der zu vermittelnde Stoff kann zudem von ihm vorbereitet werden. Der Unterrichtsverlauf lässt sich im Vorhinein festlegen. Das vorherbestimmte Lernziel ist leicht zu definieren und zu erreichen. Insofern tendieren Lehramtsanwärter bei ihren ersten Lehrproben zu dieser relativ einfach zu handhabenden Lehrweise. Bei Vorträgen und Vorlesungen kann mit dieser Form ein großer Adressatenkreis in einem Hörsaal gleichzeitig angesprochen werden, was eine ökonomische Gestaltung der Stoffvermittlung ermöglicht.
Die Lernenden bekommen von kompetenter Seite in kurzer Zeit ein fehlerfreies Wissen und Können präsentiert, das sie nur aufzunehmen und zu realisieren brauchen. Dies kommt ihnen besonders als Einführung in ein unbekanntes Stoffgebiet oder als unmittelbare Prüfungsvorbereitung zugute.

## Grenzen
Da bei dieser Vermittlungsform das Kompetenzgefälle zwischen Lehrendem und Lernenden besonders deutlich wird, ist eine Tendenz zu Überheblichkeit, Ungeduld oder Machtanspruch beim Lehrenden möglich. Diese ist aber in erster Linie von der spezifischen Lehrerpersönlichkeit gekennzeichnet. Auch spiegelt die favorisierte Unterrichtsform die gesellschaftlichen Verhältnisse wider. So ist es historisch wie im Kulturenvergleich auffällig, dass dieser Führungsstil in seiner Zerrform als autoritärer Unterricht am häufigsten bei diktatorisch regierten und / oder ideologisch fixierten Gesellschaften auftritt (siehe die Unterrichtsformen in den mittelalterlichen Lateinschulen, während des Nationalsozialismus, während der maoistischen Kulturrevolution, im heutigen Nordkorea oder auch in radikalislamischen Koranschulen). Eine Kritik, die den lehrerzentrierten Unterricht grundsätzlich infrage stellt, hat nach Tausch/Tausch allerdings die didaktische Bandbreite der drei Führungsstile aus dem Auge verloren und verfällt der Gefahr der Einseitigkeit. Grenzen ergeben sich nicht aus dieser Unterrichtsweise an sich, sondern aus ihrer ausschließlichen Praktizierung.
Beim lehrerzentrierten Unterrichten wird das Lernen unterbrochen, wenn der Lehrende kurzzeitig den Raum verlässt oder eine Störung beseitigen muss.
Die Schüler bleiben methodisch wie informatorisch von der Lehrperson abhängig, die sie unterrichtet. Sie sind überwiegend rezeptiv gefordert und mangels eigenen Wissens und Erkenntnisgewinns in ihren Kritikmöglichkeiten zunächst eingeschränkt. Die Methode muss nach Tausch/Tausch alternative Wertvorstellungen anbieten, die der Entwicklung von eigenen Denkvorstellungen Raum geben und Methoden vermitteln, die auch autodidaktische Lernweisen ermöglichen. Auch Lehrerzentrierter Unterricht kann durch die provozierende Gegenüberstellung von Thesen und Meinungen das Kritikvermögen der Zuhörer anregen.
Bildungsrelevanter Unterricht erfordert neben der Stoffvermittlung auch die Eigeninitiative, die Kreativität, das Problembewusstsein, die Kooperationsbereitschaft und den Erfahrungsaustausch der Lernenden untereinander. Insofern ist der Lehrerzentrierte Unterricht durch weitere Unterrichtsformen und Führungsstile wie den schülerzentrierten oder den sozialintegrativen Unterricht ergänzungsbedürftig, wie auch Gudjons feststellt.